# Saccopteryx bilineata
Saccopteryx bilineata é uma espécie de morcego da família Emballonuridae. Pode ser encontrada na América Central e na metade norte da América do Sul incluindo o norte da Bolívia, Suriname, Guiana e o Brasil. Essa especie também foi encontrada nas ilhas antilhanas, incluindo Trinidad e Tobago. 

## Família Emballonuridae
Essa família é encontrada tanto no Velho Mundo quanto no Novo Mundo. São conhecidos como morcegos de asa sacuda ou bainha-de-cauda. O primeiro desses nomes descreve o saco glandular geralmente encontrado no propatagium (ponta da asa) em muitas espécies. Esta glândula produz um perfume usado em exibições na época de acasalamento e na marcação de territórios. Os machos de algumas espécies possuem uma bolsa na base da garganta que pode ter uma função similar. Emballonuridae também são conhecidos como morcegos de cauda de bainha porque sua cauda parece ser embainhada em uma membrana ( uropatagium ou membrana interfemoral). Esta família inclui 13 gêneros e 47 espécies. Seu alcance é tropical e subtropical.
Família Emballonuridae Gervais, 1855

### Subfamilias
- Subfamília Taphozoinae Jerdon, 1874
  - Saccolaimus Temminck, 1838
  - Taphozous É. Geoffroy, 1813
- Subfamília Emballonurinae Gervais, 1855
  - Balantiopteryx Peters, 1867
  - Centronycteris Gray, 1838
  - Coleura Peters, 1867
  - Cormura Peters, 1867
  - Cyttarops Thomas, 1913
  - Diclidurus Wied-Neuwied, 1820
  - Emballonura Temminck, 1838
  - Mosia Gray, 1843
  - Peropteryx Peters, 1867
  - Rhynchonycteris Peters, 1867
  - Saccopteryx Illiger, 1811

## Distribuição geográfica e habitat
Saccopteryx bilineata é uma espécie neotropical. É, portanto, nativa de partes da América Central e do Sul, com sua distribuição geográfica começando no sul do México e terminando no Rio de Janeiro no Brasil. Isso também inclui a região do Caribe, particularmente Trinidad e Tobago. É uma espécie encontrada em florestas neotropicais de baixas altitudes e cavernas, geralmente perto de alguma fonte de água,como rios e lagos, formando colônias com dezenas de indivíduos, que podem conviver com outras espécies. Porém, com o avanço das cidades sobre as florestas tropicais, tornou-se comum a presença desse animal também em ambientes urbanos, em baixo de pontes e em estruturas que se assemelham á arvores ocas. Há também registros desse morcego em plantações.

## Descrição
A morfologia (linguística) da qual derivou o nome do gênero vem de uma bolsa presente em suas asas (sac, do latim sacusco,asa, do grego pteron), e que são de suma importância para o acasalamento. O Saccopteryx bilineata possui pelagem escura com 2 faixas esbranquiçadas que correm pelo lado dorsal do corpo de cada ombro até a garupa. Esta espécie tem um focinho simples sem estrutura nasal em forma de folha ou inflação do rostro. Sua cor é predominantemente marrom, com exceção do ventre, que contem alguns traços na cor cinza. O comprimento total pode variar de 73 a 78 mm, e o comprimento da cauda é em média de 21,6 mm. Sua massa corporal geral pode variar de 8,5 a 9,3 g. Indivíduos de S. bilineata de populações da América Central pesam entre 7 e 9 g. Como acontece em muitas especies,as fêmeas são ligeiramente maiores que os machos. O crânio tem um grande processo pós-orbital e pré-maxilares incompletos e não ligados medialmente. O comprimento craniano varia de 13,2 a 15,7 mm. Esta espécie possui 32 dentes. As tiras dorsais presentes no Saccopteryx bilineata podem servir como uma característica distintiva quando comparadas com outras espécies de morcegos semelhantes como o Saccopteryx canescens.
Saccopteryx bilineata é capaz de manter diferenciais de temperatura apreciáveis com o ambiente. Geralmente, permanece normotérmico,ou seja,possui a temperatura corporal entre 36 ºC e 37,5 ºC . É um animal endotérmico, o que significa dizer que, a partir de mecanismos internos,sua temperatura corporal se mantem estável, independentemente das alterações ambientais,o seu metabolismo consegue controlar a sua temperatura.
Ambos os sexos possuem sacos propatagiais dorsal a abertura. Os sacos das fêmeas são pequenos, discretos e marrons,não sendo usados em um contexto comportamental. Os sacos de machos adultos têm um revestimento epitelial esbranquiçado e contém um líquido com penetrante perfume adocicado. A estrutura da cavidade do saco consiste em um grande cume principal no lado proximal e várias dobraduras menores  em ambos os lados. Os sacos não contém células epiteliais secretoras.Em machos sub-adultos, o epitélio do saco é marrom e o saco não contém nenhum fluido.

### Genética
Saccopteryx bilineata possui  2n = 26 cromossomos e FN = 36. Os cromossomos X e Y são acrocêntricos,ou seja, o centrômero está mais próximo das extremidades do que do centro.

## Ecologia e comportamento
Saccopteryx bilineata compartilha locais com diferentes espécies de morcegos, algumas das quais são Desmodus rotundus, Saccopteryx leptura,Diaemus youngi e Peropteryx macrotis. Dentro de um local de descanso compartilhado, S.bilineata pode ocupar alturas mais baixas que o Saccopteryx leptura e o Diaemus youngi. Os tamanhos das colônias geralmente, gira em torno de 15 indivíduos, mas pode chegar á 50 indivíduos. As colônias possuem uma separação de cerca de 60m. Cada colônia tem uma área designada na qual os morcegos podem forragear,sendo que todos os membros da colônia forrageiam perto de um outro membro desta.

### Hábitos alimentares
A dieta deste morcego é composta unicamente por insetos, como besouros, moscas, borboletas e mariposas. As colônias de S. bilineata possuem faixas exclusivas de forrageamento, com a maioria dos indivíduos de uma colônia compartilhando mesma área . Embora haja outros morcegos na localidade, tanto de sua espécie como de outras, os indivíduos forrageiam de forma solitária, ao contrário do forrageamento de grupo, que é uma atividade intimamente relacionada ao Saccopteryx leptura. A atividade alimentar de S.bilineata está correlacionada com a abundância  de insetos no habitat florestal. Devido à natureza altamente sazonal de fontes de alimentos, este animal costuma mudar sua área de forrageamento, geralmente dentro de 5 a 10 semanas, procurando áreas que possam fornece-lhes a alimentação necessária para a realização de suas atividades cotidianas.

### Reprodução
Os morcegos não são uma exceção ao padrão geral dos mamíferos. O sistema de acasalamento é poligínico, ou seja,o animal tem mais de uma mulher como companheira de uma só vez. Os machos defendem haréns de 3 a 5 fêmeas de outros machos. As fêmeas escolhem o parceiro de acasalamento e os machos competem pelo acesso aos recursos ou grupos de fêmeas, utilizando-se de diversas táticas para conseguir reproduzir-se. Foram observadas cópulas em colônias de S. bilineata no final da estação chuvosa durante o final de novembro ou dezembro;às vezes até em janeiro. Para tornar-se mais atraentes para as fêmeas,esta especie utiliza-se de algumas táticas na época de acasalamento,como sinais acústicos, sinais olfativos e sinais visuais:
Sinais acústicos: As vocalizações geralmente são moldadas pela seleção sexual. Os machos competem acusticamente por territórios, e as fêmeas escolhem seus companheiros por meio de canções de acasalamento masculinas. Os machos da especie Saccopteryx bilineata, possuem um repertório vocal bastante complexo e variado, sendo usados tanto com finalidade de defesa territorial,quanto nos cortejos. O tamanho do harém é positivamente correlacionado com a complexidade da música (número de sílabas em uma música), bem como com a freqüência de exibições masculinas. As músicas de namoro são mais complexas do que as canções territoriais e podem durar minutos ou até uma hora. Essas canções são geralmente a uma frequência acima de 20 kHz. Os elementos da canção de namoro varia de macho para macho, sugerindo que pode desempenhar um papel na escolha feminina e identificação individual. O sucesso reprodutivo masculino está intimamente correlacionado com o tamanho do harém.
Sinais olfativos : Os machos do morcego, Saccopteryx bilineata , preenchem sacos propatagiais com secreções da região genital, da glândula gulosa, da urina e da saliva.Uma vez que as bolsas estão preparadas,o macho realiza exibições de voo nas quais paira sobre as fêmeas no harém e bate os sacos em direção a ela em um comportamento conhecido como "salga". Os odores do saco de asas codificam informações sobre a espécie, sexo e identidade individual, bem como o status reprodutivo, sendo condições decisivas  para a avaliação das fêmeas sobre potenciais parceiros.
Sinais visuais: Sinais visuais são frequentemente utilizados em morcegos da especie S. bilineata. Um sinal visual muito frequente é a exibição dos sacos localizados em suas asas,que carregam diversos odores característicos (urina e saliva por exemplo). Os machos exibem-se,pairando perto das fêmeas,mostrando e dispersando o conteúdo contido nos sacos.Possivelmente, as fêmeas avaliam a resistência dos machos observando os flashes de branco quando os sacos das asas se abrem durante as exibições.
As fêmeas do S.bilineata possuem intervalos de reprodução, só se reproduzindo uma vez por ano. A estação reprodutiva dura em média, 4 semanas entre dezembro e janeiro (no final da estação chuvosa). O numero de filhotes geralmente, é de apenas um, em um período de gestação que dura cerca de 6 meses. A forma de reprodução é do tipo vivípara,ou seja, neste animal os embriões se desenvolvem dentro do corpo da mãe numa placenta que lhe fornece nutrientes necessários ao seu desenvolvimento e retira os produtos de excreção do embrião. O desmame do filhote ocorre em cerca de dois meses. A maturação sexual do filhote é atingida nas fêmeas e nos machos aos doze meses de vida (um ano). Apenas as fêmeas fornecem cuidados parentais diretos. Embora estejam relativamente bem desenvolvidos, os recém-nascidos se apegam às mães até o primeiro voo, 10 a 14 dias após o nascimento. A lactação continua por mais 6 semanas, altura em que os juvenis se tornam totalmente independentes. Os machos adultos, apesar de não terem investimento direto dos pais, são importantes em como os juvenis aprendem e praticam vocalizações.

### Longevidade
O tempo de vida recorde de Saccopteryx bilineata é de aproximadamente 6 anos em ambiente selvagem. Registros de longevidade em morcegos em cativeiros são inexistentes, provavelmente devido à dificuldade de se manter insetívoros aéreos, pois a manutenção de sua alimentação seria bastante complicada,demandando grande esforço para que fossem ingeridos as mesmas quantidades de alimento que este morcego  encontra na natureza.

## Predação
Não há dados específicos disponíveis sobre a predação de S. bilineata . Possíveis predadores que foram registrados predando outras espécies de morcegos podem estar associados também a predação do S. bilineata , como cobras, corujas e pequenos carnívoros.

## Funções no Ecossistema
O S. bilineata alimenta-se com uma dieta primordialmente insectívora,sendo essenciais para o equilíbrio das diversas populações de insetos . Em altas densidades,esse morcego auxilia com o acúmulo de suas fezes na manutenção da fertilidade do solo,fornecendo-lhes diversos nutrientes. Eles também são parasitados por um grande número de parasitas internos e externos auxiliando na manutenção do equilíbrio no ecossistema.

### Impactos Positivos
Desempenhem um papel importante no controle das populações de insetos, atuando beneficamente no controle de pragas.

### Impactos negativos
Não existem estudos que comprovem a existência de zoonose nesse animal. Porém,como na maioria dos morcegos,é provável que esta espécie também seja carregadora de doenças que podem ser transmitidas para o ser humano, como a raiva.

## Conservação

### Estado de conservação
Esta espécie é considerada de menor importância para listas de animais em risco de extinção, pois é bastante tolerante a modificações do habitat, utilizando-se frenquentemente de locais intervencionados. É citado na lista vermelha da IUCN  e também na lista vermelha da Bahia. 

### Ações de conservação
Incluem proteção e gerenciamento de ambientes terrestres a aquáticos, bem como pesquisa aprofundada sobre a ecologia populacional da espécie. Saccopteryx bilineata é tipicamente infectado por ectoparasitas, como os ácaros Eutrombicula goldii, Trombiculida vesperuginis e Trombícula saccopteryx.